# 71483 Dickgottfried
71483 Dickgottfried è un asteroide della fascia principale. Scoperto nel 2000, presenta un'orbita caratterizzata da un semiasse maggiore pari a 2,9745490 UA e da un'eccentricità di 0,2119836, inclinata di 10,30052° rispetto all'eclittica.